# Тарасо-Григоровка
Тарасо-Григоровка (укр. Тарасо-Григорівка) — село в Чигиринском районе Черкасской области Украины. Расположено на левом берегу реки Чутка.
Население по переписи 2001 года составляло 161 человек. Почтовый индекс — 20943. Телефонный код — 4730.

## Местный совет
20943, Черкасская обл., Чигиринский р-н, с. Вершацы